# Olchowiec-Kolonia (powiat krasnostawski)
Olchowiec-Kolonia – kolonia w Polsce położona w województwie lubelskim, w powiecie krasnostawskim, w gminie Żółkiewka.
W latach 1975–1998 miejscowość administracyjnie należała do województwa zamojskiego.
Wieś stanowi sołectwo gminy Żółkiewka. Według Narodowego Spisu Powszechnego (III 2011 r.) wieś liczyła 191 mieszkańców.